# Misa Amane
Misa Amane (弥 海砂, Amane Misa) é um personagem fictício na série Death Note. Ela é uma modelo, atriz e cantora que adquiriu um Death Note que foi de Gelus através de Rem. Seu sonho era encontrar Kira por ter matado o assassino de seus pais, e mostrou completa aprovação as ações de Kira.

## História
Dentro do universo de Death Note, Misa Amane é uma modelo famosa, cantora e atriz que está apaixonada por Light Yagami. Ao descobrir ser ele o Kira, Misa mostrou completa devoção aos planos de Light, prometendo que seria útil e ajudaria em todos os casos. Ela geralmente se refere a si mesma na terceira pessoa, chamando-se "Misa-Misa" e é muito hiperativa. Apesar de sua hiperatividade, ela raramente permite que seus sentimentos pessoais sobre alguém interferirem nos planos de Light, mostrando sua lealdade inabalável para ele. Ela, assim como Light, é corrompida pelo poder que vem com a posse de um Death Note. No entanto, ao contrário da Light, ela não deseja tornar-se um deus, nem perde sua personalidade original. Apesar deste porém sua jovialidade esconde uma menina profundamente distorcida e perturbada. Por causa da natureza cruel e manipuladora de Light, ela é apenas uma outra de suas vítimas, embora muito perigosa.

## Filmes
- Foi interpretada por Erika Toda no filme em live-action japonês de 2006, Erika também repetiu o papel na continuação e no filme de 2016.[1]

- Também participou do filme solo do L em 2008, mais uma vez interpretada por Toda.

- Foi interpretada por Margaret Qualley no filme em live-action americano produzido pela Netflix, esta versão possui cabelos escuros e realmente tem um relacionamento amoroso com Light.